# 野村士悦
野村 士悦（のむら しえつ）は、戦国時代から安土桃山時代にかけての武将。尼子氏、毛利氏の家臣。父は野村諸親。父の妹は尼子政久の側室。初めは野村諸吉と名乗り、後に剃髪して士悦と名乗る。

## 生涯
松田氏の出雲国白鹿城に在城した出雲国の国人・野村諸親の次男として生まれる。
永禄5年（1562年）に毛利元就が出雲国に侵入すると、士悦は野村氏の宗家と分かれて毛利氏に帰属し、永禄7年（1564年）に出雲国八幡荘（現在の松江市）などを与えられた。永禄9年（1566年）に尼子義久が毛利氏に降伏すると、尼子氏から降った者に堪忍料を支給する戦後処理を命じられたため、天野隆重らと共に月山富田城に在番することとなる。
永禄12年（1569年）7月、尼子氏再興を狙う尼子勝久や山中幸盛らが出雲国に攻め入って月山富田城を攻撃すると天野隆重と共に籠城する（尼子再興軍の雲州侵攻）。同年9月に城内から離反者が現れ始めたため、他の在番者と共に、毛利氏への忠誠と事の大小にかかわらず天野隆重に相談する事を誓約した起請文を、天野隆重父子と交換。同年12月には、元就から希望する土地の宛行を約束され、同時に毛利氏の救援まで何事も天野隆重の指示に任すよう命じられた。翌元亀元年（1570年）に毛利軍によって月山富田城が救援されると、尼子方の森山城主・秋上久家を説得し降伏させた。また、毛利元秋の先鋒として、羽倉山城と末次城を攻略し、それぞれ在番を命じられた。さらに元亀2年（1571年）には高瀬城主・米原綱寛への帰属工作と城の請け取りや新山城の普請奉行を命じられるなど、出雲国における毛利方の案内者として活躍した。
天正元年（1573年）に毛利輝元夫人の南の大方が重病となった際、輝元の命により大野高宮の大宮司・家原秀勝に対して平癒祈祷のために吉田郡山城へ赴くことを要請。同年8月、因幡国気高郡鹿野に300貫の給地を与えられ、因伯仕切りの城といわれた鹿野城の普請と在番を命じられた。
天正4年（1576年）6月2日に死去。法名は喜山悦公。子の作兵衛（弥七郎。幼名は宮松丸）が後を継いだ。